# Всичко за теб
„Всичко за теб“ е български игрален филм (късометражен, драма) от 2008 година на режисьора Тома Вашаров, по сценарий на Радослав Парушев. Оператор е Антон Бакарски.

## Актьорски състав
Роли във филма изпълняват актьорите:
- Уляна Чан – Анна
- Пламен Димитров – Непознатия
- Ованес Торосян
- Александър Гончаров